# Novocherkassk

Localização do oblast de Rostov no mapa da Rússia

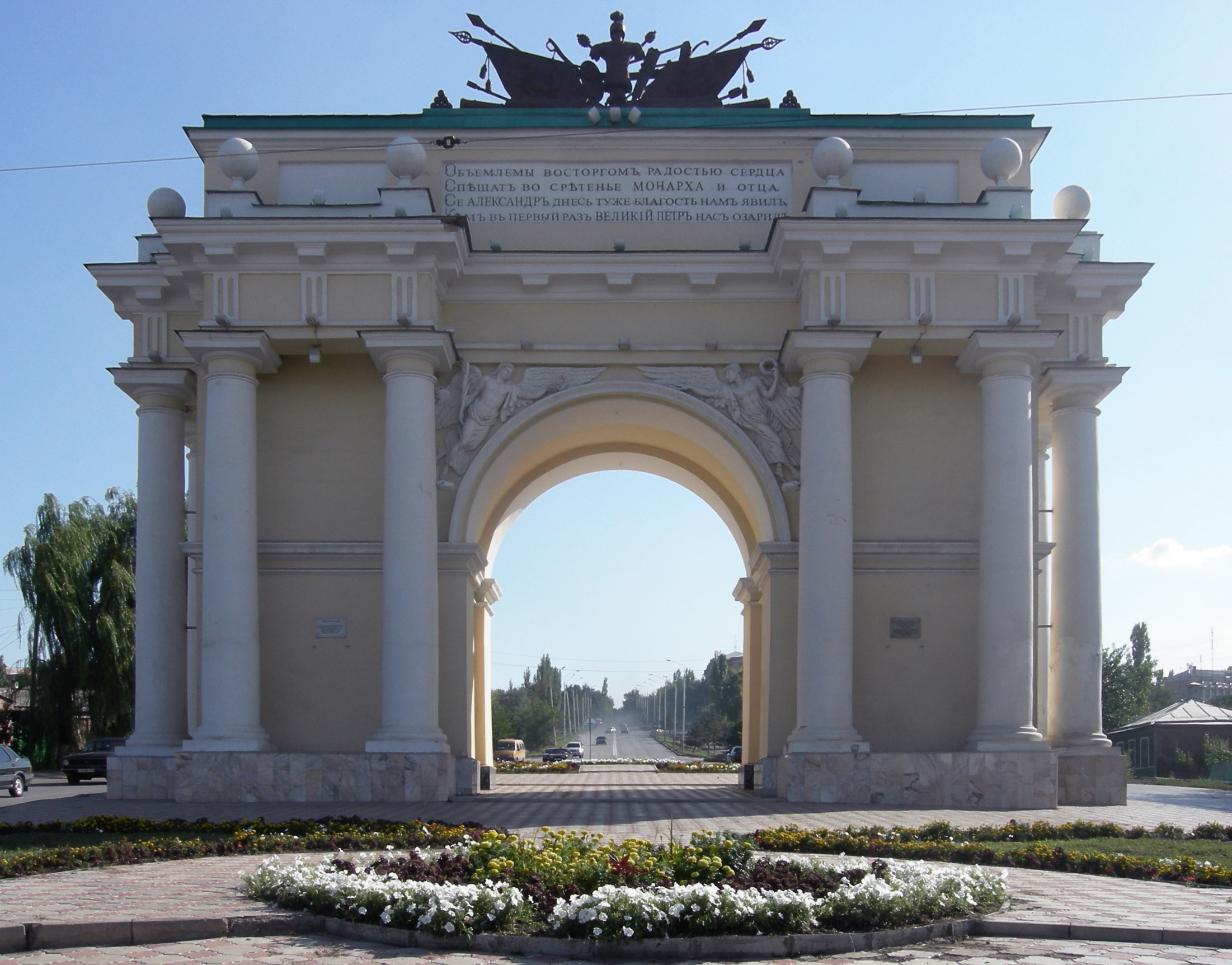
O 'Arco Triunfal' na entrada da cidade.

Novocherkassk (russo:Новочерка́сск) é uma cidade na província de Rostov, no sudoeste da Rússia. É a antiga capital dos cossacos que se estabeleceram ao longo do rio Don.

## História
A cidade foi fundada em 1805 por Matvei Platov, comandante dos cossacos durante as Guerras Napoleônicas. durante a Guerra Civil Russa, ela foi o coração da contrainsurreição dos cossacos contra os bolcheviques, até ser tomada pelo Exército Vermelho em 1920.
Durante a II Guerra Mundial, a cidade foi ocupada pelas tropas alemães entre 24 de julho de 1942 e 13 de fevereiro de 1943.Em 1962, tumultos locais ocorridos pelo aumento do preço da comida foram brutalmente sufocados pelo Exército Vermelho, no fato conhecido como Massacre de Novocherkassk, onde 22 manifestantes forma mortos a tiros de metralhadora,83 feridos, vários condenados a morte e outros a sentenças de prisão.
A cidade já foi uma Sé episcopal da Igreja Ortodoxa Grega e tem uma catedral, construída em 1904.

## Demografia
Novocherkassk tem uma população de 184.000 habitantes com uma área de 100 km2. 